# Cot Tinggi
Cot Tinggi är en kulle i Indonesien.   Den ligger i provinsen Aceh, i den västra delen av landet, 1 700 km nordväst om huvudstaden Jakarta. Toppen på Cot Tinggi är 35 meter över havet.
Terrängen runt Cot Tinggi är huvudsakligen platt, men söderut är den kuperad.Runt Cot Tinggi är det tätbefolkat, med 319 invånare per kvadratkilometer. Närmaste större samhälle är Lhokseumawe, 16,0 km öster om Cot Tinggi. Trakten runt Cot Tinggi består till största delen av jordbruksmark.